# 라틴 러버가 되는 법
라틴 러버가 되는 법(How to Be a Latin Lover)은 미국에서 제작된 켄 마리노 감독의 2017년 코미디 영화이다. 에우헤니오 데르베스 등이 주연으로 출연하였다.

## 출연

### 주연
- 에우헤니오 데르베스
- 셀마 헤이엑
- 로브 로우
- 크리스틴 벨
- 라켈 웰치

### 조연
- 랍 코드리
- 롭 리글
- 라파엘 알레한드로
- 마이클 세라
- 맥케나 그레이스
- 롭 휴벨
- 린다 라빈
- 오마르 차파로
- 르네 테일러

## 제작진
- 미술: 마샤 힌즈
- 세트: 신디 코번
- 의상: 몰리 그룬드맨